# Jewhen Nowossad
Jewhen Oleksandrowytsch Nowossad (ukrainisch Євген Олександрович Новосад, englische Transkription: Evgen Novosad, auch: Yevhen Novosad; * 3. September 1990 in der Sowjetunion) ist ein ukrainisch-israelischer Billardspieler. Er wurde 2014 Weltmeister in der Disziplin Kombinierte Pyramide.
Nowossad begann als Jugendlicher mit dem Poolbillardspielen. Er wurde 2005 Schülereuropameister und insgesamt viermal ukrainischer Meister. Ab 2012 spielte er auch internationale Turniere in der Billardvariante Russisches Billard und bereits zwei Jahre später gewann er den Weltmeistertitel in der Kombinierten Pyramide. Darüber hinaus erzielte er im Karambolage und im Snooker einzelne Erfolge auf nationaler Ebene.
Der aus Dnipropetrowsk stammende Nowossad zog 2013 nach Kiew. Seit 2019 lebt er in Tel Aviv und tritt bei internationalen Turnieren für Israel an.

## Karriere

### Poolbillard
Im Alter von 14 Jahren erreichte Nowossad beim ukrainischen 9-Ball-Pokal 2004 den dritten Platz, nachdem er unter anderem Serhij Issajenko besiegt hatte, schied er im Halbfinale gegen Oleksandr Kasjanow aus. Bei der Jugendeuropameisterschaft 2005 gewann er, zwei Jahre nachdem Artem Koschowyj erstmals das Finale erreicht hatte, als erster Ukrainer einen EM-Titel. Im Finale des 9-Ball-Wettbewerbs der Schüler (U17) besiegte er den Polen Bartlomiej Czapla. Im Dezember 2005 wurde er erstmals ukrainischer Meister der Herren. Er zog in allen drei Disziplinen ins Endspiel ein und traf dabei zweimal auf Artem Koschowyj, dem er sich im 14/1 endlos knapp geschlagen geben musste (76:100). Im 8-Ball hingegen setzte er sich gegen Koschowyj mit 8:7 durch und im 9-Ball gewann Nowossad mit 9:4 gegen Jewhen Talow.
2006 erreichte Nowossad beim Verteidigungsministerpokal in Moskau das Achtelfinale, in dem er dem Snookerprofi Tony Drago mit 4:9 unterlag. Im selben Jahr nahm er in Sydney zum ersten Mal an der Juniorenweltmeisterschaft teil und schied erst im Viertelfinale gegen den späteren Finalisten Ko Pin-yi aus.
2007 gewann er die ersten beiden Turniere des ukrainischen 9-Ball-Pokals und beim international besetzten russischen Pokal gelangte er im selben Jahr dreimal bis ins Viertelfinale. Im Juli 2007 zog er bei den European 9-Ball-Games in Kiew ins Halbfinale ein, in dem er dem Russen Ruslan Tschinachow unterlag. Bei der Junioreneuropameisterschaft 2007 in Willingen erreichte er im 8-Ball das Endspiel, das er jedoch gegen Nico Wehner verlor, und gewann mit der ukrainischen Juniorennationalmannschaft die Bronzemedaille. Ende des Jahres erreichte er am gleichen Ort bei der Junioren-WM (9-Ball) das Achtelfinale.
Im Jahr 2008 nahm Nowossad an der Euro-Tour teil. Sein bestes Ergebnis erzielte er gleich bei seinem ersten Turnier, den Italy Open 2008, als er mit drei Siegen bis in die vorletzte Runde der ersten Turnierphase gelangte. Bei den folgenden drei Teilnahmen gewann er jeweils ein Spiel. Nachdem er im April das allukrainische 8-Ball-Turnier in Kiew gewonnen hatte, wurde er im Juli bei den Junioren nationaler Meister in den Disziplinen 14/1 endlos und 9-Ball sowie Vizemeister im 8-Ball. Bei seiner letzten Teilnahme an der Junioren-EM gelangte er im 8-Ball noch einmal ins Viertelfinale. Nachdem er unter anderem Alexander Kazakis und Dominic Jentsch besiegt hatte, unterlag er in der Runde der letzten 8 dem Norweger Mats Schjetne (6:7). Bei den Best of the East Ukraine Open 2008 erreichte er als einer der vier besten Ukrainer das Achtelfinale, in dem er gegen Adam Skoneczny verlor. Beim russischen Pokal 2008 zog er zweimal ins Endspiel ein und beim Finalturnier schied er in der Runde der letzten 12 gegen Jegor Plischkin aus. Beim ukrainischen Pokal gelangte er ins Viertelfinale. Ende des Jahres gelang ihm bei der ukrainischen Meisterschaft im 8-Ball und 9-Ball der Einzug ins Finale, auf den jedoch jeweils eine Niederlage gegen Artem Koschowyj folgte.
2009 wurde Nowossad zum ersten Mal für die Europameisterschaft in St. Johann im Pongau nominiert. Nachdem er im 14/1 endlos am Österreicher Albin Ouschan gescheitert war, gelangte er im 8-Ball und 9-Ball ins Sechzehntelfinale, in dem er gegen Roman Prutschai beziehungsweise Vegar Kristiansen verlor. Im selben Jahr gewann er gegen Arsen Petrossow zum dritten Mal ein ukrainisches Pokalturnier und wurde beim russischen Pokalfinale Neunter. Ende des Jahres gewann er bei der ukrainischen Meisterschaft durch Finalsiege gegen Maksym Issajew (100:41) und Andrij Schtschudlo (7:6) die Titel im 14/1 endlos und 8-Ball.
Bei der EM 2010 schied Nowossad im 14/1 endlos sieglos aus und gelangte anschließend dreimal in die Finalrunde. Nachdem er beim erstmals ausgetragenen 10-Ball-Wettbewerb im Sechzehntelfinale gegen Martin Kempter ausgeschieden war, erreichte er im 8-Ball mit einem Sieg gegen Ruslan Tschinachow erstmals ein EM-Achtelfinale, das er mit 5:8 gegen Francisco Sánchez verlor. Im 8-Ball schied er in der Runde der letzten 32 gegen Craig Osborne aus. Wenig später gewann er den ukrainischen 8-Ball-Pokal. Im Mai 2010 nahm er als erster Ukrainer am World Pool Masters teil, für das er sich bei einem Qualifikationsturnier in Sankt Petersburg qualifiziert hatte. Bei dem Einladungsturnier in Las Vegas, dessen Teilnehmerfeld in diesem Jahr von 16 auf 64 Spieler erweitert wurde, erreichte er durch Siege gegen den Vorjahresdritten Shane van Boening (9:8) und Kim Ga-young (9:4) die Runde der letzten 32, in der er sich dem Japaner Naoyuki Ōi mit 5:9 geschlagen geben musste. Im selben Jahr erreichte er das Halbfinale der Best of the East Ukrainian Open sowie das Endspiel beim ukrainischen 9-Ball-Pokalfinale und unterlag jeweils Artem Koschowyj. Bei der nationalen Meisterschaft 2010 schied er als zweifacher Titelverteidiger im 14/1 endlos bereits in der Vorrunde gegen Witalij Pazura aus und verlor das 8-Ball-Finale mit 2:7 gegen Koschowyj.
Anfang 2011 schied Nowossad bei seiner dritten EM-Teilnahme in allen vier Disziplinen in der Vorrunde aus. Wenig später gelang ihm beim nationalen 8-Ball-Pokal als Titelverteidiger erneut der Einzug ins Finale, in dem er sich jedoch Koschowyj mit 7:8 geschlagen geben musste. Beim Kremlin Cup 2011 verpasste er mit einer 7:9-Niederlage im entscheidenden Vorrundenspiel gegen Ruslan Tschinachow nur knapp das Achtelfinale. Ende des Jahres erreichte er bei der ukrainischen Meisterschaft das Endspiel im 14/1 endlos und verlor erneut nur knapp gegen Koschowyj (96:101).
Im März 2012 gewann Nowossad im Finale gegen Witalij Pazura zum ersten Mal den ukrainischen 14/1-endlos-Pokal. Wenig später folgte in Luxemburg seine vierte und letzte Europameisterschaft, bei der er nach 2010 zum zweiten Mal ein Achtelfinale erreichte. Im 14/1 endlos unterlag er nach Siegen gegen Witali Pawluchin, Petri Makkonen, Milos Verkic und Senarip Azar in der Runde der letzten 16 dem späteren Europameister Nick van den Berg (23:125). In den drei folgenden Wettbewerben gewann er insgesamt nur noch eine Partie. Beim Kremlin Cup 2012 schied er in der Vorrunde aus. Im Dezember 2012 nahm er zum letzten Mal an der ukrainischen Meisterschaft teil. Nachdem er dreimal im Viertelfinale ausgeschieden war, zog er im 10-Ball durch einen Halbfinalsieg gegen Titelverteidiger Jaroslaw Wynokur ins Endspiel ein, in dem er dem Rekordmeister Artem Koschowyj mit 5:8 unterlag.
Beim ukrainischen 9-Ball-Pokal sicherte sich Nowossad 2013 seinen insgesamt vierten Turniersieg. Beim Finalturnier verlor er das Endspiel gegen Witalij Pazura. 2014 gewann er ein Turnier des nationalen 10-Ball-Pokals. 2015 schied er beim Kremlin Cup in der Vorrunde nur knapp (7:8) gegen den Titelverteidiger Ruslan Tschinachow aus, der anschließend das Turnier gewann.
Nachdem er vier Jahre lang kein internationales Poolbillardturnier gespielt hatte, nahm Nowossad 2019 wieder am Kremlin Cup teil, bei dem er nach Niederlagen gegen Ivar Saris und Konstantin Stepanow sieglos ausschied.

### Russisches Billard
Nachdem er 2010 einmal ein das Achtelfinale beim ukrainischen Pokal erreicht hatte, nahm Nowossad im September 2012 in Sudak erstmals am Weltcup teil und erreichte die Runde der letzten 16, in der er mit 5:6 gegen Artur Piwtschenko verlor. Wenig später gelangte er bei der ukrainischen Meisterschaft ins Viertelfinale und verlor mit 3:5 gegen Dmytro Biloserow. Im Oktober spielte er mit der Weltmeisterschaft in der Freien Pyramide zum ersten Mal im Russischen Billard ein Turnier im Ausland. Aufgrund seiner fehlenden internationalen Erfahrung war seine Nominierung in den ukrainischen WM-Kader umstritten. Bei der WM in Minsk besiegte er jedoch unter anderem Sergei Kryschanowski, Dsjanis Kolassau und Zuxriddin Hoshimov und musste sich erst im Viertelfinale dem dreimaligen Weltmeister Kanybek Sagyndykow mit 2:6 geschlagen geben. Einen Monat später schied er bei der Dynamische-Pyramide-WM in der Vorrunde aus.
Anfang 2013 erreichte Nowossad bei der ukrainischen Meisterschaft (Kombinierte Pyramide) das Viertelfinale und zog beim ukrainischen Pokal erstmals ins Halbfinale ein. Im April wurde er nach einer 3:7-Finalniederlage gegen Wladyslaw Kossohow ukrainischer Vizemeister in der Freien Pyramide und nach einer Niederlage gegen Serhij Petrasch Vizemeister der Oblast Kiew. Im Juni gewann er den Kiewer Pokal. Bei der Dynamische-Pyramide-WM 2013 erreichte er das Viertelfinale, in dem er mit 4:6 gegen Alexander Tschepikow verlor. Beim anschließend ebenfalls in Almaty ausgetragenen Bastau-Cup sowie beim Leonid-Matwa-Pokal in Donezk und beim Ostrowsky Open Cup erreichte er das Halbfinale. Im September 2013 gewann er seine erste WM-Medaille; er zog in der Freien Pyramide ins Halbfinale ein, in dem er dem späteren Weltmeister Nikita Liwada mit 2:8 unterlag. Wenige Wochen später gelang ihm beim Kremlin Cup der Einzug ins Finale, in dem er sich jedoch dem Weltmeister von 2012 Wladislaw Osminin mit 2:5 geschlagen geben musste. Ende des Jahres kam er bei den St. Petersburg Open ins Viertelfinale und verlor gegen den späteren Turniersieger Sergei Kryschanowski.
Nachdem er bei der Meisterschaft der Oblast Kiew erneut Zweiter geworden war, erreichte Nowossad im April 2014 in Moskau zum ersten Mal im Weltcup ein Viertelfinale. Wenig später gelangte er beim dritten Weltcupturnier sogar bis ins Finale, in dem er jedoch deutlich gegen Wladislaw Osminin verlor (0:6). Bei der Europameisterschaft schied er bereits in der Vorrunde aus. Im August 2014 folgte seine insgesamt fünfte WM-Teilnahme und die erste in der Kombinierten Pyramide. Im kirgisischen Tscholponata zog er, nachdem er unter anderem gegen den früheren Weltmeister Oleksandr Palamar sowie Jauhen Kurta und Aleksandr Sidorov gewonnen hatte, ins Endspiel ein, in dem er durch einen 6:3-Sieg gegen Nikita Liwada Weltmeister wurde. Er ist der vierte ukrainische WM-Sieger im Russischen Billard und nach Oleksandr Palamar (2007) und Jaroslaw Tarnowezkyj (2013) der dritte in der Kombinierten Pyramide. Wenige Wochen nach dem Titelgewinn verlor Nowossad bei der Dynamische-Pyramide-WM sein Auftaktspiel gegen Ysat Ratbekow (5:6). Beim Kremlin Cup 2014 schied er im Achtelfinale gegen Älichan Qaranejew aus. Ende November 2014 kam er bei der Freie-Pyramide-WM zum dritten Mal in Folge ins Viertelfinale und verlor diesmal mit 3:6 gegen Wladislaw Osminin.
Im Februar 2015 erreichte Nowossad als Titelverteidiger bei der Kombinierte-Pyramide-WM das Achtelfinale, in dem jedoch Nikita Liwada die Revanche für die Finalniederlage gelang (2:5). Zwei Monate später belegte er beim Superfinale der Weltmeisterschaften, einem Einladungsturnier in Surgut, nach einer Halbfinalniederlage gegen Sergei Kryschanowski (1:4, 2:4) den dritten Platz. Nachdem er bei der Europameisterschaft (Freie Pyramide) im Achtelfinale ausgeschieden war, zog er bei der Dynamische-Pyramide-WM zum zweiten Mal ins Viertelfinale ein und verlor mit 2:7 gegen Nikita Liwada. Beim Kremlin Cup 2015 musste er sich bereits in der Runde der letzten 128 seinem Landsmann Artur Piwtschenko geschlagen geben (0:4). Wenig später gewann er durch einen 6:5-Finalsieg gegen Oleksandr Palamar den Scherbaschow-Pokal in Nischni Nowgorod. Im November 2015 unterlag er im Achtelfinale des Weltcup-Finalturniers nur knapp dem späteren Weltcupsieger Nikita Liwada (5:6). Ende des Jahres schied er bei seiner zehnten und letzten WM-Teilnahme (Freie Pyramide) in der Runde der letzten 32 gegen Andrej Hluschanin aus (2:7).
Im November 2016 belegte Nowossad beim Empire Cup den 33. Platz.
Nach drei Jahren Pause nahm Nowossad im Dezember 2019 in Limassol wieder an einem internationalen Turnier teil. Beim Admare Cyprus Cup belegte er den fünften Platz, nachdem er nur knapp gegen den amtierenden Weltmeister Semjon Saizew (3:4) ausgeschieden war.

### Karambolage
2012 erreichte Nowossad bei der ukrainischen Meisterschaft in der Karambolagedisziplin Freie Partie das Halbfinale und verlor mit 67:70 gegen Oleksij Scheschyn. Im selben Jahr zog er auch im Kegelbillard in die Vorschlussrunde ein, in der er dem späteren ukrainischen Meister Jewhen Talow mit 0:3 unterlag.

### Snooker
Nachdem er 2007 beim ukrainischen Pokalwettbewerb im Snooker ein Achtelfinale erreicht hatte, zog Nowossad beim CIS-Cup 2008 in Kiew ins Finale ein, in dem er Denis Grabe mit 2:3 unterlag. 2009 und 2011 gelangte er ins Halbfinale und verlor jeweils gegen den späteren Turniersieger Serhij Issajenko. Im November 2011 erreichte er bei seiner ersten Teilnahme an der ukrainischen Meisterschaft das Viertelfinale, in dem er mit 0:3 gegen Jaroslaw Wynokur verlor. In den Jahren 2013 und 2014 sicherte er sich im nationalen Pokal zwei weitere Bronzemedaillen.
Nach seinem Umzug nach Israel nahm Nowossad 2019 erstmals an der Europameisterschaft teil. In seiner Vorrundengruppe gelang ihm mit Siegen gegen Marco Giuliano und Andrei Orzan sowie Niederlagen gegen Florian Nüßle und Serhij Issajenko als Drittplatzierter der Einzug in die Finalrunde. In der Runde der letzten 80 musste er sich jedoch dem ehemaligen Profi Leo Fernandez klar mit 0:4 geschlagen geben.

## Erfolge
Poolbillard
- 9-Ball-Schülereuropameister: 2005
- Ukrainischer 8-Ball-Meister: 2005, 2009
- Ukrainischer 9-Ball-Meister: 2005
- Ukrainischer 9-Ball-Pokal: 2007/1, 2007/2, 2009/3, 2013/1
- Ukrainischer 14/1-endlos-Meister: 2009
- Ukrainischer 8-Ball-Pokal: 2010
- Ukrainischer 14/1-endlos-Pokal: 2012
- Ukrainischer 10-Ball-Pokal: 2014/3

Russisches Billard
- Kombinierte-Pyramide-Weltmeister: 2014
- Scherbaschow-Pokal: 2015

## Teilnahmen an Weltmeisterschaften
| Disziplin            | 2012 | 2013 | 2014 | 2015 | 2016 | 2017  | 2018  | 2019  | 2020  |
| -------------------- | ---- | ---- | ---- | ---- | ---- | ----- | ----- | ----- | ----- |
| Freie Pyramide       | V    | H    | V    | L32  | –    | n. a. | –     | –     | n. a. |
| Dynamische Pyramide  | R    | V    | L32  | V    | –    | n. a. | –     | n. a. | n. a. |
| Kombinierte Pyramide | –    | –    | S    | A    | –    | –     | n. a. | –     | n. a. |
| Quelle:              |      |      |      |      |      |       |       |       |       |

| Legende | Legende                               |
| ------- | ------------------------------------- |
| S       | Sieger                                |
| F       | Finalist                              |
| HF / H  | Halbfinalist                          |
| VF / V  | Viertelfinalist                       |
| AF / A  | Achtelfinalist                        |
| LX      | Niederlage in der Runde der letzten X |
| R2      | Niederlage in Runde 2                 |
| R       | Vorrundenaus/Niederlage in Runde 1    |
| –       | nicht teilgenommen                    |
| n. a.   | nicht ausgetragen                     |